# Густав III
Густав III (швед. Gustav III; 13 [24] января 1746 — 29 марта 1792) — король Швеции с 12 февраля 1771 года. Представитель просвещённого абсолютизма. Прославился эксцентричностью (чему причиной некоторые считали гомосексуальность), борьбой с кофе и военными авантюрами. Был убит заговорщиками.

## Биография

### Молодые годы
Густав III родился в семье короля Адольфа Фредрика и Луизы Ульрики, урождённой принцессы Прусской. Двоюродный брат российской императрицы Екатерины II, которая в частной переписке называла его «толстяк Гу».
Образованием Густава занимались лучшие люди Швеции того времени. Среди них были два видных политических деятеля, Карл Густав Тессин и Карл Шеффер, однако больше всего принц любил поэта и историка Улофа фон Далина. Густав был чрезвычайно начитан и, подобно Екатерине, был не чужд литературной деятельности.
Густав начал участвовать в политической жизни ещё в царствование отца. Во время кризиса 1768 года он настоял на созыве внеочередной сессии парламента, рассчитывая провести конституционную реформу, но «шляпы» (политическая группировка, которая во внешней политике выступала за сотрудничество с Францией и Турцией) отказались выполнять обещания, данные накануне выборов.
12 февраля 1771 года Адольф Фредрик умер, и Густав, будучи старшим сыном, был провозглашён королём Швеции.
В феврале-марте 1771 года Густав посетил Париж, где произвёл настоящий фурор. Там он познакомился с поэтами и философами, со многими из которых впоследствии продолжал переписываться. Однако его визит в столицу Франции носил не столько развлекательный, сколько дипломатический характер. Франция, утомлённая анархией в Швеции, была заинтересована в организации монархического переворота, и обещала Густаву ежегодную субсидию в размере 1,5 миллиона ливров.
Вернувшись на родину, Густав предпринял попытку примирить политические группировки «шляп» и «колпаков». 21 июня 1771 года он открыл очередную сессию парламента и в своей речи призвал фракции к сотрудничеству, вызвавшись быть посредником между ними. Однако «колпаки», имевшие большинство в риксдаге, продолжали вести свою политику, направленную, по мнению Густава, на фактическое поглощение Швеции его кузиной Екатериной II, а сохранить независимость Швеции от его кузины мог только немедленный государственный переворот.

### Государственный переворот
Помощь королю предложил финский дворянин Якоб Магнус Спренгтпортен. Он планировал захватить крепость Свеаборг, затем со своими людьми переправиться в Швецию, встретить Густава около Стокгольма и ночью напасть на столицу и под штыками вынудить риксдаг принять новую конституцию. К заговорщикам присоединился другой противник «колпаков» Юхан Кристофер Толль. Он предложил одновременно с Финляндией поднять восстание в Сконе и захватить Кристианстад. Принц Карл, младший брат Густава, должен был выступить с армией как бы против мятежников, а затем перейти на их сторону и напасть на Стокгольм с юга.
6 августа 1772 года принц Карл успешно захватил Кристианстад, а 16 августа Спренгтпортен взял Свеаборг. Встречный ветер не позволил ему немедленно отправиться на Стокгольм, но последовавшие вскоре события сделали его присутствие там ненужным.
16 августа лидер «колпаков» Туре Рудбек узнал о восстании в Сконе. Спренгтпортен не мог выбраться из Финляндии по погодным условиям, Толль был далеко, лидеры «шляп» бежали, и Густав решил действовать в одиночку. Утром 19 августа он собрал верных офицеров и направился к арсеналу. По пути к нему присоединились ещё несколько групп сторонников. Общее число людей у Густава достигло двухсот человек. Он заставил их принести присягу на верность. Затем отряд ворвался во дворец и арестовал членов государственного совета вместе с Рудбеком. На следующий день Густав проехал по улицам города, где его встретили толпы восторженных людей. 21 августа, при всех регалиях, Густав взошёл на трон, со свойственным ему красноречием произнёс перед депутатами риксдага речь, обвинив их в продажности и отсутствии патриотизма, огласил основы новой конституции и распустил парламент.

### Правление

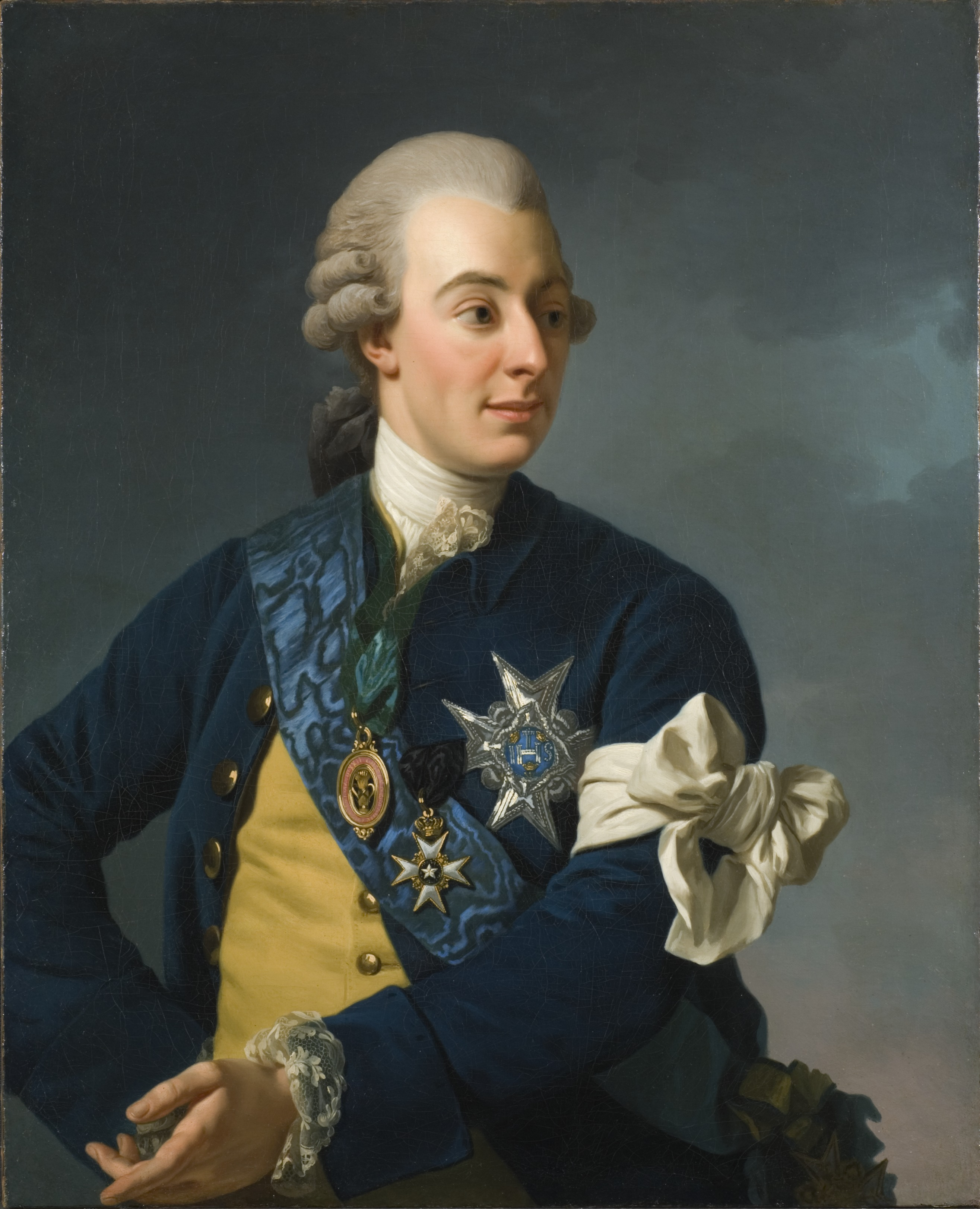
Густав в 1772 году

Период правления Густава III современники назвали «веком просвещения». Король старался держать под контролем все сферы жизни общества, но при этом больше доверял полуофициальному кабинету министров, сформированному по его личному вкусу. Для борьбы с коррупцией, разросшейся во времена «Шляп» и «Колпаков», пришлось принять жёсткие меры. К примеру, все бывшие члены Верховного суда оказались под следствием. В 1774 году был принят закон о свободе слова. В 1775 году был принят закон о свободе торговли ячменём и отменены многие репрессивные пошлины на экспорт.
Дабы привести в порядок финансы, в 1776 году была проведена денежная реформа. Основная денежная единица, риксдалер, был приравнен к 48 шиллингам, а один шиллинг — к 16 рунстикенам. Помимо серебряных риксдалеров получили хождение бумажные банкноты. Также была объявлена свобода вероисповедания. Сделанного было достаточно, чтобы на открытии очередной сессии парламента 3 сентября 1778 года Густав мог с гордостью отчитаться о шести годах своего правления. Теперь король стал действительно суверенным правителем.
Годы 1783 и 1784 Густав и его фаворит Армфельт провели в путешествиях по Италии и Франции. Они не пропускали ни одного театрального представления и по возвращении в Швецию затеяли реформу театрального дела. В 1782 году была основана Королевская опера, в 1786 году — Шведская академия, в 1788 году — Королевский театр. Увлечение короля мистическими доктринами вызывало усмешку у более циничных правителей Европы. Екатерина II, узнав, что кузену во время очередного спиритического сеанса привиделся Иисус Христос, писала барону Гримму:

Если бы я могла познакомиться с этим жидом — так как, конечно, роль Христа, играл жид — я бы обогатила его, но с условием, чтоб он при втором свидании отколотил его палкой от моего имени.
Если парламент 1778 года был как никогда лоялен королю, то в риксдаге созыва 1786 года вновь появились мятежные настроения, и многочисленные предложения Густава стали отклоняться. Свою роль в этом сыграл и рост антимасонских настроений. Дело в том, что Густав с братом возглавляли масонство шведского устава. Считается, что во время приезда Густава в Петербург в 1777 году князь А. Б. Куракин организовал тайную встречу, на которой в масоны был принят и престолонаследник Павел Петрович. Густав считал себя наследником прав Тевтонского ордена на Ливонию и надеялся при помощи других масонов убедить Павла передать ему эти земли. Чтобы укрепить свои позиции в масонском движении, он свёл знакомство с проживавшим во Флоренции претендентом на шотландский престол, который считался неофициальным главой масонского движения и наследником его древнейших традиций.
Во внешней политике начало правления Густава ознаменовалось усилением русско-шведского соперничества на Балтике, причинами которого было большое влияние идей реванша за поражение в Северной войне в умах значительной части шведской аристократии (и самого молодого короля) и французское влияние на шведов. Активной работой русской дипломатии в Стокгольме тогда остроту противостояния удалось понизить.
В апреле 1788 года Густав объявил войну России, но летом политический заговор находившихся в Финляндии офицеров (Аньяльский союз) фактически парализовал страну в самый разгар кампании. Вдобавок, в западные области Швеции вторглись датчане. Густав находился на грани краха, но на его счастье новый риксдаг оказался ультрароялистским. 17 февраля 1789 года в соответствии с Актом о союзе и безопасности при поддержке трёх низших сословий Густав утвердил новую конституцию, значительно увеличивавшую полномочия монарха, в частности, в вопросах внешней политики. После двух лет войны с Россией, которая началась из-за подстрекательства агрессии Швеции западными державами во главе с Англией, Густав наконец сумел одержать победу в морском сражении при Свенсксунде 9-10 июля 1790 года, что позволило месяц спустя заключить мир на приемлемых для шведов условиях, а в октябре 1791 года Россия и Швеция заключили оборонительный союз. Подражая Карлу XII, Густав III сам часто осуществлял командование войсками или флотом.
Густав был первым среди монархов, кто оценил роль Великой Французской Революции. Он начал вести борьбу против якобинцев и склонять к этому остальных европейских правителей. Однако довести дело до конца он не успел, став жертвой заговора аристократов, не простивших ему перевороты 1772 и 1789 годов. Во время бала-маскарада в Шведской королевской опере 16 марта 1792 года он был ранен выстрелом сзади в бедро Якобом Юханом Анкарстрёмом и умер через неделю от заражения крови.

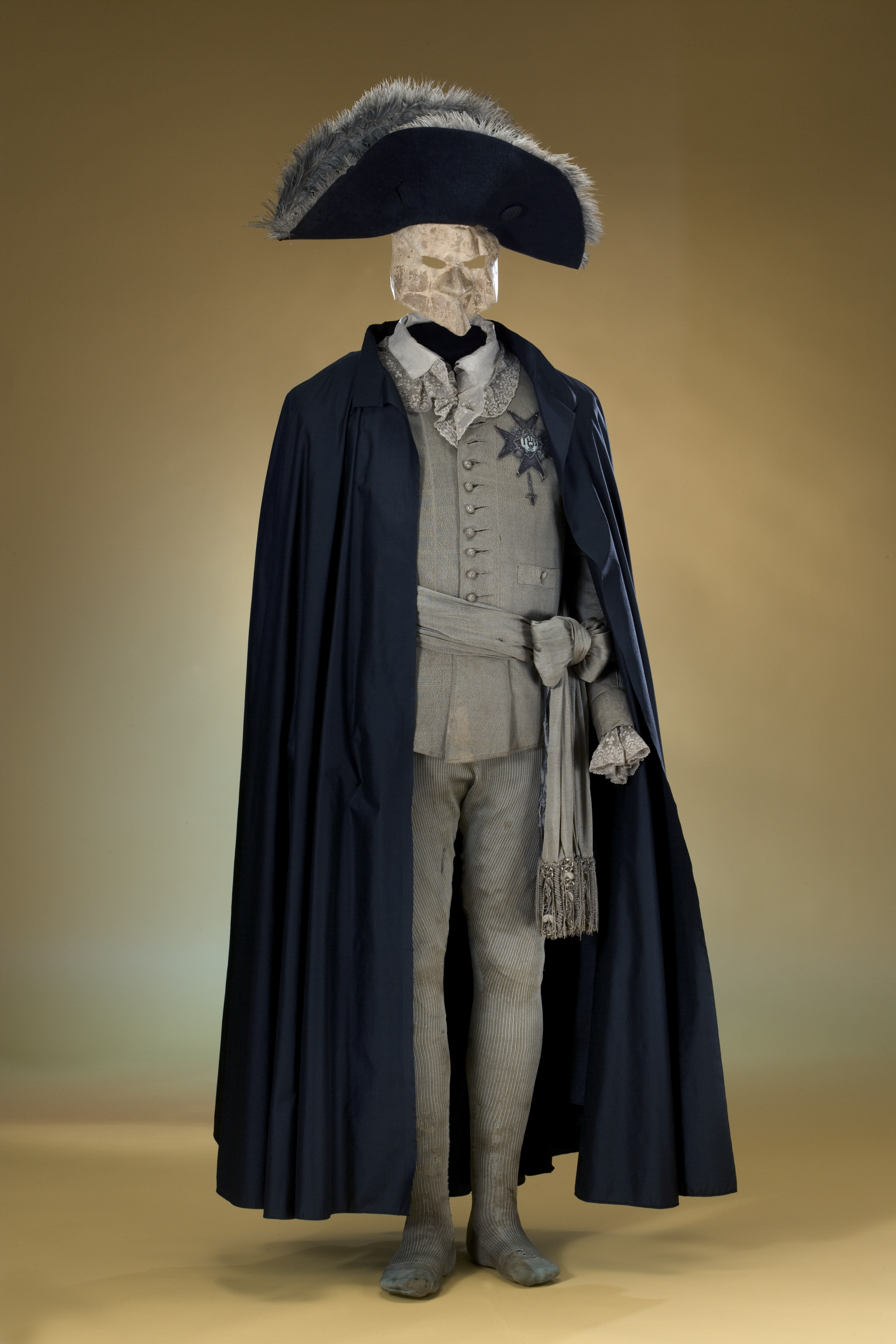
Маскарадный костюм Густава III. Предупреждённый анонимным письмом о планируемом покушении на балу король со словами: «Если я стану бояться, то как я смогу править!» не надел панцирь и не прикрыл плащом звезду св. Серафима, которая имелась только у членов королевской фамилии.

За несколько недель до смерти пожертвовал Национальной библиотеке 14 500 книг из своей личной коллекции. Обстоятельства смерти Густава обыграны Джузеппе Верди в опере «Бал-маскарад» (1859). Заговор Якоба Анкарстрёма против Густава III является одним из сюжетов романа Луи Жаколио «Грабители морей» (1890).

### Покушение и смерть
Война Густава III против России и реализация Акта об унии и безопасности в 1789 году, который существенно ограничивал привилегии дворянства и фактически делал короля абсолютным монархом, способствовали усилению ненависти к Густаву III, существовавшей во многих кругах дворянства еще со времени государственного переворота 1772 года. Зимой 1791–1792 годов среди дворянства сложился заговор, целью которого было убийство короля и реформирование формы правления. За план убийства выступали Якоб Юхан Анкарстрём , Адольф Риббинг и Клас Фредрик Хорн, а за планы конституционной реформы — братья Якоб и Юхан фон Энгестрём, Карл Понтус Лиллихорн, Юхан Туре Бильке и Карл Фредрик Пехлин. Видимо, именно последний руководил всей интригой. Современники также считали, что за планами убийства стоял губернатор округа Андерс Норделл, поскольку он часто критиковал Густава III и хорошо знал Анкарстрёма как его юридического советника. Норделл был допрошен полицией, но оправдан из-за отсутствия доказательств, однако лишён должности судьи.
Покушение на короля произошло во время бала-маскарада в Стокгольмском оперном театре 16 марта 1792 года. В тот вечер, когда он и несколько его друзей ужинали в так называемом Драбантсале королевской резиденции, король получил предупредительное письмо от Карла Понтуса Лиллихорна. Густав прочитал письмо, сунул его в карман, но решил всё равно пойти на бал. После ужина король показал письмо своему другу Гансу Хенрику фон Эссену, который очень расстроился и попросил его не спускаться вниз. Тогда царь ответил: «Поверят ли они, что я боюсь?» Он надел маску, треугольную шляпу и тонкий венецианский шелковый плащ. На груди были полностью видны звёзды королевского ордена. Король и фон Эссен рука об руку вышли из королевской ложи, прошли мимо первого ряда и вышли на оперную сцену. Вскоре их окружили люди, одетые в чёрное с белыми масками. Анкарстрём вытащил один из своих пистолетов и выстрелил в упор. Выстрел попал королю в спину.
Король пошатнулся, опёрся на фон Эссена и сказал по-французски: «Ах! Я ранен, вытащите меня отсюда и поймайте его!» В это же время заговорщики начали кричать «Огонь!», чтобы посеять панику и спастись. Однако барон фон Эссен уже приказал закрыть двери и подвергнуть всех гостей осмотру, прежде чем им будет разрешено покинуть помещение, в результате чего преступники были пойманы всего через несколько дней. Анкарстрём был арестован на следующее утро и признал себя виновным на первом же допросе. Хотя список виновных мог быть длинным, было решено выбрать ограниченное число виновных. Наказания для участников были разными: некоторые были приговорены к пожизненному заключению, а другие были сосланы. Анкарстрём был сделан козлом отпущения и приговорён к позору и смертной казни. Он был казнён на виселице в Хаммарбюхёйдене 27 апреля 1792 года.
Первоначально травмы Густава III не считались опасными для жизни, но при более тщательном осмотре было обнаружено, что пистолетный заряд, состоявший из двух свинцовых пуль, пяти небольших дробинок и шести «кривых» обойных гвоздиков, проник глубоко и повредил более нежные части тела. Вынуть пули было невозможно. По словам Армфельта, находившегося рядом с королем, королевскому хирургу, главному директору Теелю , удалось «извлечь лишь несколько маленьких шляпок гвоздей». «Во время всей мучительной операции, — пишет Армфельт, — король держал мою руку, которую время от времени сильно сжимал. Несколько раз его лицо исказилось, но ни крика, ни жалобы не вырвалось у него».  Перед приближающейся смертью произошло примирение между Густавом III и многими видными представителями знати. Они ухаживали за умирающим королем и выражали свою скорбь и отвращение к убийству. 
Король умер от осложнений, вызванных заражением крови и пневмонией, 29 марта 1792 года в парадной опочивальне Стокгольмского дворца. Его последними словами были: «Я очень хочу спать и хочу попытаться немного отдохнуть». 
Густав III похоронен в церкви Риддархольмен в Стокгольме .

## Брак и дети

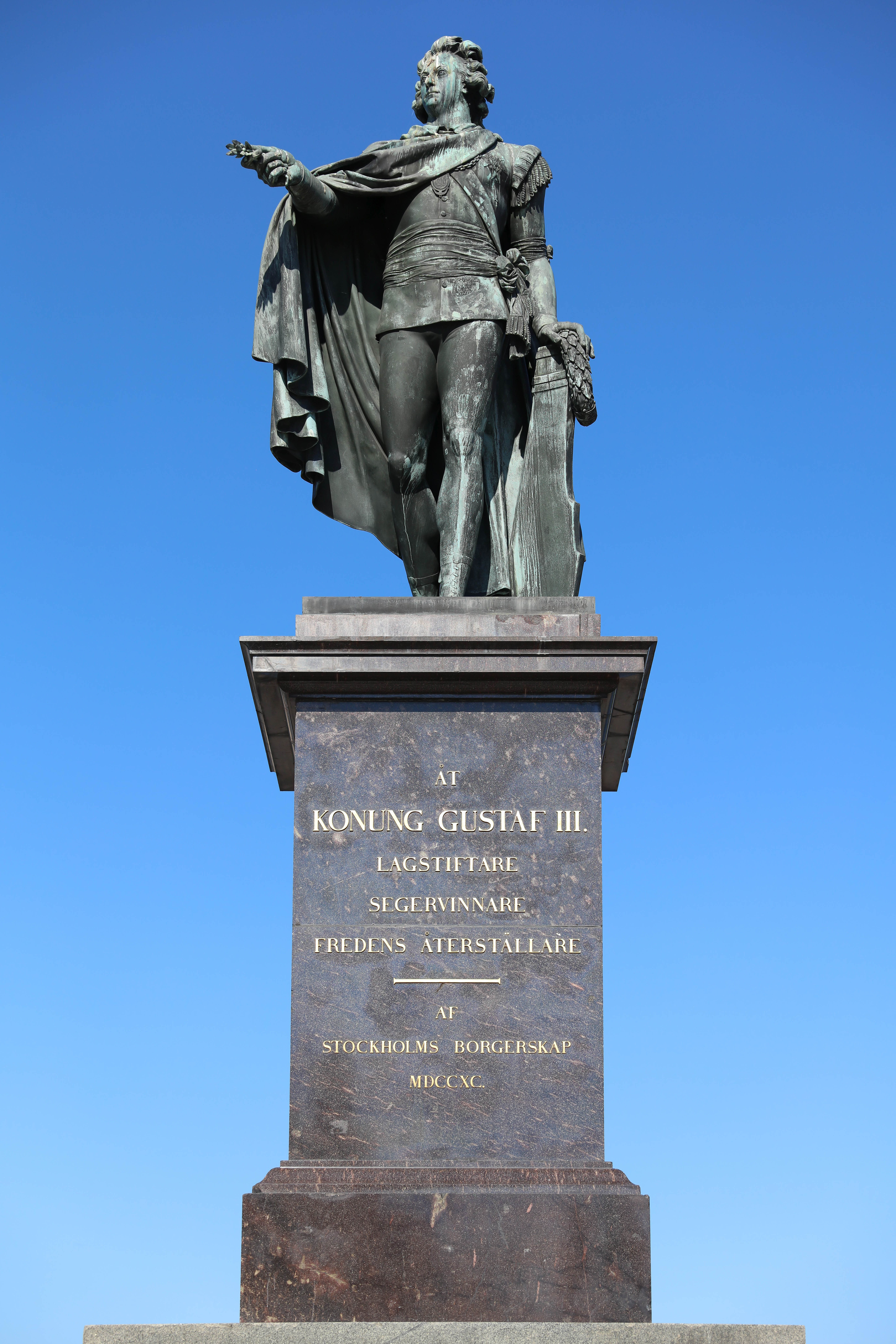
Памятник королю Швеции Густаву III (Стокгольм)

По воспоминаниям современников, по отношению к женскому полу Густав III выказывал абсолютное равнодушие. Вместе с тем он окружил себя молодыми фаворитами, так что министр юстиции Энгестрём негодовал, что своим примером король распространил в стране «грех мужеложства, который до сей поры был почти неизвестен в этих краях».
Чтобы произвести наследника, Густав 4 ноября 1766 года женился на принцессе Софии Магдалене, дочери короля Дании Фредерика V. Брак был заключён по политическим мотивам и не был счастливым. Только через 9 лет король впервые изъявил желание наведаться в спальню супруги. Вскоре после «примирения супругов» королева родила сына, а впоследствии и ещё одного:
- Густав IV Адольф (1778—1837)
- Карл Густав (1782—1783), умер в младенчестве.

Впрочем, при дворе не умолкали толки, что настоящим отцом детей был фаворит и, якобы, любовник королевы Адольф Фредрик Мунк. Согласно двухсерийному фильму «Брак короля Густава III» (2001), где роль короля исполнил Юнас Карлссон, эти слухи распространяла мать короля.

## Образ в искусстве
Об убийстве Густава III идёт речь в новелле Проспера Мериме «Видение Карла XI» (1829).
Король появляется в фильме 1992 года «Маскарад», где его сыграл Томми Бергрен.
Густав стал главным героем телефильма «Брак короля Густава III» (2001).